# André Darrigade
André Darrigade (Narrosse, 24 aprile 1929) è un ex ciclista su strada e pistard francese, professionista dal 1951 al 1966. Velocista, vinse il Giro di Lombardia nel 1956, il Campionato del mondo nel 1959 (competizioni delle quali risulta essere il più anziano vincitore ancora in vita), una tappa al Giro d'Italia e ventidue al Tour de France, conquistando anche la classifica a punti della corsa francese nel 1959 e 1961.

## Carriera
Darrigade fu campione nazionale su strada nel 1955. Vinse il titolo di campione del mondo su strada nel 1959 a Zandvoort (davanti all'italiano Michele Gismondi), e giunse secondo nel 1960 dietro Rik Van Looy e terzo due volte, nel 1957 e nel 1958. È l'unico ciclista ad essere salito sul podio dei Campionati del mondo per quattro anni consecutivi.
Negli anni cinquanta e negli anni sessanta fu tra i protagonisti del Tour de France, nel quale vinse ventidue tappe e, per due volte, la classifica a punti (nel 1959 e nel 1961), indossando diciannove volte la maglia gialla.
Fu protagonista della drammatica volata nel velodromo parigino durante l'ultima tappa del Tour 1958 (poi vinta dall'italiano Pierino Baffi). Al primo posto e a pochi metri dal traguardo, Darrigade urtò violentemente la testa contro il giardiniere del Parc des Princes sportosi imprudentemente per vedere l'arrivo dei corridori. L'uomo ebbe la peggio, spirando dopo 12 giorni di agonia.
È l'unico ciclista ad aver vinto almeno una tappa in dieci edizioni consecutive del Tour (dal 1955 al 1964). Partecipò due volte al Giro d'Italia, nel 1959 e nel 1960, vincendo una tappa nel 1960.
Vinse il Giro di Lombardia nel 1956, battendo in volata al Velodromo Vigorelli Fausto Coppi, all'ultimo piazzamento in una classica monumento.

## Palmarès

### Strada
- 1951

Bordeaux-Saintes
- 1952

10ª tappa Tour d'Algerie (Tizi Ouzou > Bijaya)
1ª tappa Parigi-Nizza (Parigi > Pougues-les-Eaux)
Circuit des Deux-Ponts
1ª tappa Parigi-Saint Étienne
- 1953

12ª tappa Tour de France (Luchon > Albi)
La Rochelle-Angouleme
6ª tappa Tour du Sud-Est
- 1954

Gran Prix du Pneumatique
Gran Prix de la Marseillaise
2ª tappa Tour de Picardie
Classifica generale Tour de Picardie
- 1955

Grand Prix de l'Echo d'Alger
Campionati francesi, Prova in linea
2ª tappa Tre giorni di Anversa
6ª tappa Tour de France (Colmar > Zurigo)
- 1956

Grand Prix des Oeuvres sociales
1ª tappa Tour de France (Reims > Liegi)
Giro di Lombardia
Trofeo Baracchi (cronocoppie, con Rolf Graf)
- 1957

3ª tappa, 1ª semitappa Giro di Romandia (Ginevra > Martigny)
1ª tappa Tour de France (Nantes > Granville)
21ª tappa Tour de France (Libourne > Tours)
22ª tappa Tour de France (Tours > Parigi)
Grand Prix d'Orchies
Grand Prix de Ravennes
- 1958

1ª tappa Quattro Giorni di Dunkerque (Dunkerque > Dunkerque)
1ª tappa Tour de France (Bruxelles > Gand)
9ª tappa Tour de France (Quimper > Saint-Nazaire)
15ª tappa Tour de France (Luchon > Tolosa)
17ª tappa Tour de France (Béziers > Nîmes)
22ª tappa Tour de France (Aix-les-Bains > Besançon)
Parigi-Valenciennes
1ª tappa Tour de l'Ouest
- 1959

Critérium National de la Route
1ª tappa Tour de France (Mulhouse > Metz)
11ª tappa Tour de France (Bagnères-de-Bigorre > Saint-Gaudens)
Campionati del mondo, Prova in linea (Zandvoort)
- 1960

6ª tappa, 1ª semitappa Parigi-Nizza (Avignone > Vergèze)
5ª tappa Genova-Roma (Perugia > Roma)
2ª tappa Giro di Romandia (Montana > Estavayer)
4ª tappa, 1ª semitappa Giro di Romandia (Colombier > Morges)
17ª tappa Giro d'Italia (Lecco > Verona)
6ª tappa Tour de France (Caen > Saint-Malo)
Man'x Trophy
- 1961

Grand Prix des Oeuvres sociales
2ª tappa Parigi-Nizza (Avallon > Montceau-les-Mines)
1ª tappa Giro del Delfinato (Avignone > Vals-les-Bains)
Grand Prix de Rousies
1ª tappa, 1ª semitappa Tour de France (Rouen > Versailles)
2ª tappa Tour de France (Pontoise > Roubaix)
13ª tappa Tour de France (Aix-en-Provence > Montpellier)
20ª tappa Tour de France (Périgueux > Tours)
- 1962

6ª tappa Vuelta a Levante (Albacete > Dénia)
8ª tappa Vuelta a Levante (Valencia > Valencia)
3ª tappa, 2ª semitappa Giro del Delfinato (Lione > Tournon-sur-Rhône)
2ª tappa, 1ª semitappa Tour de France (Spa > Herentals)
- 1963

3ª tappa Tour du Sud-Est
3ª tappa Tour du Var
6ª tappa, 2ª semitappa Parigi-Nizza (Vergèze > Margnat Village)
12ª tappa Tour de France (Luchon > Tolosa)
- 1964

Genova-Nizza
5ª tappa Parigi-Nizza (Saint-Étienne > Bollène)
8ª tappa Giro del Delfinato (Gap > Valence)
9ª tappa Giro del Delfinato (Valence > Grenoble)
2ª tappa Tour de France (Lisieux > Amiens)
18ª tappa Tour de France (Bayonne > Bordeaux)
3ª tappa Circuit Provençal
4ª tappa Tour du Sud-Est

#### Altri successi
- 1951

Grand Prix d'Eckbolsheim (Kermesse)
- 1952

Boucau (Criterium)
Issoire (Criterium)
Nilvange (Criterium)
- 1953

Gran Prix de la Soierie (Criterium)
Arras (Criterium)
- 1955

Bordeaux (Criterium)
Mont-de-Marsan (Criterium)
Prix Camille Danguillaume Monthlèry (Criterium)
Gran Prix de la Soierie (Criterium)
- 1956

Premio della Combattività Tour de France
Amiens (Criterium)
Moulins-Engilbert (Criterium)
Brigueil-le-Chantre (Criterium)
Beverlo (Derny)
- 1957

3ª tappa, 1ª semitappa Tour de France (Caen > Caen, cronosquadre)
Vergt (Criterium)
Chalon-sur-Saone (Criterium)
Saint-Denis de l'Hotel (Criterium)
Gran Premio d'Europa (Cronosquadre)
- 1958

Gran Prix de la Ville et des commerçants de Guéret (Criterium)
Boulogne sur Mer (Criterium)
Critérium d'Alger (Criterium)
Auch (Criterium)
Londerzeel (Criterium)
1ª tappa Gran Prix Marvan (Cronosquadre)
- 1959

Classifica a punti Tour de France
Trophée Longines (Cronosquadre)
Dublin (Criterium)
Vayrac (Criterium)
Criterium di Barcellona
- 1960

Quillan (Criterium)
Arras (Criterium)
- 1961

Classifica a punti Tour de France
Narbonne (Criterium)
La Bastide d'Armagnac (Criterium)
Grand Prix du Parisien (Cronosquadre)
- 1962

Ronde d'Aix-en-Provence (Criterium)
- 1963

Ronde des Korrigans (Criterium)
Vichy (Criterium)
- 1964

Grand Prix de la ville et des commerçants de Guéret (Criterium)
La Bastide d'Armagnac (Criterium)
Chateau-Chinon (Criterium)
- 1965

Miramont-de-Guyenne (Criterium)
- 1966

Brioude (Kermesse)
Ronde de Monaco (Criterium)
La Châtaigneraie (Criterium)

### Pista
- 1957

Sei giorni di Parigi (con Jacques Anquetil e Ferdinando Terruzzi)
- 1958

Sei giorni di Parigi (con Jacques Anquetil e Ferdinando Terruzzi)

## Piazzamenti

### Grandi Giri
- Giro d'Italia

1959: 42º
1960: 64º
- Tour de France

1953: 37º
1954: 49º
1955: 49º
1956: 16º
1957: 27º
1958: 21º
1959: 16º
1960: 16º
1961: 32º
1962: 21º
1963: ritirato
1964: 67º
1965: 93º
1966: 62º

### Classiche monumento
- Milano-Sanremo

1956: 13º
1957: 59º
1958: 3º
1959: 25º
1961: 8º
1963: 45º
1964: 50º
1966: 40º
- Giro delle Fiandre

1957: 21º
1962: 25º
1963: 16º
- Parigi-Roubaix

1951: 93º
1952: 28º
1955: 50º
1957: 4º
1958: 41º
1959: 19º
1960: 46º
1961: 51º
1962: 16º
1963: 18º
1964: 40º
1965: 41º
- Liegi-Bastogne-Liegi

1962: 5º
1963: 22º
- Giro di Lombardia

1956: vincitore
1957: 6º
1958: 20º
1959: 6º
1960: 44º

### Competizioni mondiali
- Campionati del mondo su strada

Lugano 1953 - In linea: 17º
Frascati 1955 - In linea: ritirato
Copenaghen 1956 - In linea: 13º
Waregem 1957 - In linea: 3º
Reims 1958 - In linea: 3º
Zandvoort 1959 - In linea: vincitore
Karl-Marx-Stadt 1960 - In linea: 2º
Berna 1961 - In linea: ritirato
Salò 1962 - In linea: 16º
Ronse 1963 - In linea: 4º
Sallanches 1964 - In linea: ritirato

## Riconoscimenti
- Medaglia d'oro dell'Accademia dello Sport nel 1959
- Inserito tra le Gloire du sport